# Festspiele Balver Höhle

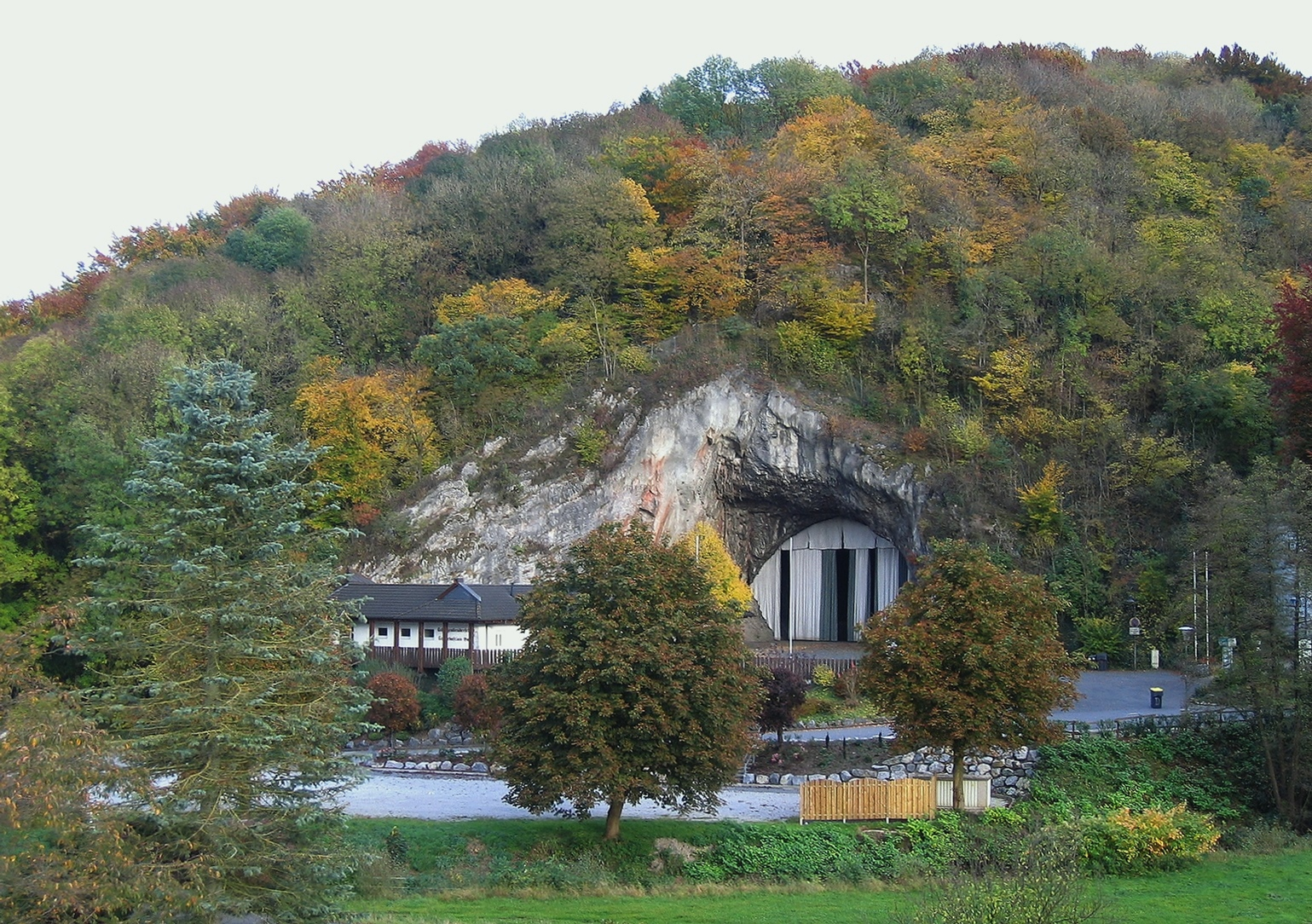
Veranstaltungsstätte Höhle

Die Festspiele Balver Höhle sind eine Kultureinrichtung im Balver Sauerland, die sich auf die „Balver Höhlenspiele“ zur Zeit der Jugendbewegung gründen. Im Jahr der Gründung des Sauerländer Heimatbundes (1922) riefen Franz Hoffmeister und Theodor Pröpper die Höhlenspiele ins Leben. Sie waren ausdrücklich als „Laienspiele“ konzipiert.
Nach einer Unterbrechung von 25 Jahren wurde die Tradition mit der Gründung des Vereins Festspiele Balver Höhle im Jahr 1985 wieder aufgenommen. Mit der Balver Höhle als Aufführungsort verfügen die Spiele über eine geologische Besonderheit. Der Begriff „Kulturhöhle“, ursprünglich aufgrund der archäologischen Funde entstanden, wird heute mehr im übertragenen Sinne verwendet.

## Geschichte

### 1922 bis 1928 (erste Periode)
Als Aufführungsort für Laienspiele wurde die Balver Höhle erstmals anlässlich der Gründungsveranstaltung des Sauerländer Heimatbundes in Balve im Jahr 1922 genutzt. Aufgeführt wurde das Redentiner Osterspiel in der Bearbeitung von Franz Hoffmeister. Die Ausführenden waren die Schauspieler der Laienspielschar der Heimwacht Balve. Es folgten in den nachfolgenden Jahren die Laienspiele Elmar nach Friedrich Wilhelm Webers Dreizehnlinden, Das Opfer – Mysterienspiel von Ludwig Nüdling, Eva – ein Spiel vom Sterben von Ludwig Nüdling, Jung Siegfried – ein Spiel aus deutscher Sagenwelt.
1928 entstand Der Tänzer Unserer Lieben Frau, ein Legendenspiel von Franz Johannes Weinrich, und Die Schlacht am Birkenfeld von Leo Weismantel.

### 1947 bis 1958 (zweite Periode)
1947 wurde die im Zweiten Weltkrieg zeitweise als Rüstungsbetrieb genutzte Balver Höhle (Deckname ´Krone´) vor der geplanten Sprengung durch die britische Militärregierung gerettet. Planungen der Balver Heimwacht setzten ein, die Höhlenspiele wieder aufleben zu lassen. Am 25. Januar 1949 kam es zur Gründungsveranstaltung der Gemeinschaft Balver Höhlenspiele, eines Vereins zur Pflege ideeller und kultureller Werte. Die Satzung sah vor, nur Bühnenstücke zur Aufführung zu bringen, die künstlerischen Wert besitzen, christlichem Geist nicht widersprechen und geeignet sind, als bildende Kraft auf Zuschauer und Spieler zu wirken. Die erste Teilnahme Hermann Wedekinds erfolgte in einer Versammlung am 6. Februar 1949 in Balve.
1949 entstand das Das Balver Zeitwendspiel, ein Mysterienspiel von Theodor Pröpper. Zu den Inszenierungen von Hermann Wedekind mit 250 Beteiligten kamen insgesamt 18.000 Zuschauer. 1950 folgte Das große Welttheater, Inszenierung ebenfalls Hermann Wedekind, 13.000 Zuschauer.
1950 erfolgte mit der Neunten von Beethoven erstmals eine Aufführung in der Balver Höhle unter GMD Hans Herwig. Es folgten weitere Konzerte mit Werken von Anton Bruckner, Verdi, Johannes Brahms, Edvard Grieg, Pfitzner und Richard Wagner, sowie insgesamt 100 Aufführungen unter Leitung von GMD Franz Herwig. 1951 folgte Luzifer von Karl Wagenfeld in plattdeutscher Sprache. Die Hauptrolle spielt Theodor Pröpper in der Inszenierung von Hermann Wedekind, der nunmehr Intendant der Städtischen Bühnen Münster ist, (4000 Zuschauer). Im selben Jahr folgte ein Sinfoniekonzert unter GMD Hans Herwig mit Werken von Bruckner, Beethoven und Grieg.
1952 wurde Mord im Dom von T. S. Eliot und 1956: Maria Stuart von Friedrich Schiller und Die gelehrten Frauen von Molière als Gastspiele der städtischen Bühnen Münster aufgeführt, in der Inszenierung von Hermann Wedekind.
Weitere Aufführungen waren Bruckners vierte und achte Sinfonie, Beethovens Neunte, das Requiem von Verdi, Beethovens Egmont-Ouverture, die Peer-Gynt-Suite und der Huldigungsmarsch von Edvard Grieg. Neben Vorspielen zu Hans Pfitzners Bühnenlegende ´Palestrina´ und dem Meistersinger-Vorspiel von Richard Wagner wurde die Höhle für viele Instrumental- und Chorkonzerte der regionalen Vereine genutzt.
Nach den damaligen Planungen sollte die Balver Höhle als kultureller Mittelpunkt eines weiten Landschaftsgebietes und Pflegestätte dramatischer und musikalischer Kunst unter besonderer Würdigung des Werks Anton Bruckners dienen. Mit dem Tod von Hans Herwig endete 1958 die zweite Periode.

### 1984 bis 1999 (dritte Periode)

Erinnerungsurkunde

1984 wurde in der Tradition des Laienspiels Katharina von Georgien von Andreas Gryphius aufgeführt (Deutsche Erstaufführung am 15. September 1984, weitere Aufführungen am 16. September 1984, 22. September 1984, 23. September 1984), szenisch deutlich bearbeitet von Hermann Wedekind und gespielt von der Balver Höhlenspielgemeinschaft, einem zum überwiegenden Teil aus Laiendarstellern bestehenden Ensemble unter Mitwirkung von persönlichen Freunden Hermann Wedekinds, Chören und Orchestern aus dem heimischen Raum und dem Jugend Blasorchester Stockach, damals noch Jugendtrachtenorchester Stockach. 1800 Zuschauer verfolgten die Aufführungen.
Es folgte am 27. Januar 1985 in Volkringhausen die Gründung des gemeinnützigen Vereins „Festspiele Balver Höhle“.
Der Verein sieht seinen Zweck in der Förderung völkerverbindender, künstlerischer und kultureller Veranstaltungen, die er insbesondere durch die Pflege des Liedgutes, des Chorgesangs und der Theaterliteratur verwirklichen will. Das jeweilige Jahresprogramm wird satzungsgemäß von der Mitgliederversammlung verabschiedet. Die Erziehung der Jugend im Sinne des Vereins ist in der Satzung festgeschrieben. Nach der Satzung ausgeschlossen sind parteipolitische, rassistische und konfessionelle Bestrebungen des Vereines. Die Mitglieder erhalten keine Zuwendungen aus Mitteln des Vereines.

Ein Teil des Ensembles bei einer Aufführung vom Mysterienspiel Katharina von Georgien

Ensemble der Festspiele Balver Höhle bei einem Gastauftritt in Felsberg (Saar) im Jahr 1986

In den Folgejahren gelang es dem künstlerischen Leiter Hermann Wedekind, namhafte Ensembles und Künstler zu engagieren und es etablierte sich in Balve ein internationaler Kulturaustausch unter dem Motto „Kunst kennt keine Grenzen“ unter dem langjährigen Schirmherren, dem damaligen Ministerpräsidenten des Landes Nordrhein-Westfalen Johannes Rau, und durch Freunde Hermann Wedekinds aus der Politik wie Oskar Lafontaine. Dabei gesellten sich zu den Veranstaltungen in der Balver Höhle auch immer wieder in loser Folge Konzertabende im Haus der Familie Allhoff-Cramer und andere künstlerische Darbietungen im Rahmen der Festspiele sowie Gastspiele des eigenen Ensembles an verschiedenen Orten im Bundesgebiet und auch im europäischen Ausland.
Im Jahr 1991 wurde, zunächst in Partnerschaft mit dem Kulturamt der Stadt Balve, mit dem Märchen Schneeweißchen und Rosenrot die Reihe „Balver Märchenwochen“ begründet. Das Kindertheater entwickelte sich in den Folgejahren zu einem festen Repertoire der Festspiele.
Mitte der 1990er Jahre übernahm der Verein unter anderem die Verantwortung für geistliche Konzerte, das „Internationale Jazz- und Bluesfestival“ und in gemeinsamer Trägerschaft mit der Stadt und dem Märkischen Kreis Sinfoniekonzerte. Diese Veranstaltungen wurden zuvor vom Kulturamt der Stadt geplant und durchgeführt.
In der Jahreshauptversammlung am 27. Januar 1995 wurde Agatha Allhoff-Cramer zur Ehrenvorsitzenden ernannt. Im September 1997 wurde die Kantate Tu es Petrus von Theodor Pröpper in der Balver Höhle uraufgeführt.

### Seit 2000 (Ende des Kuratoriums)

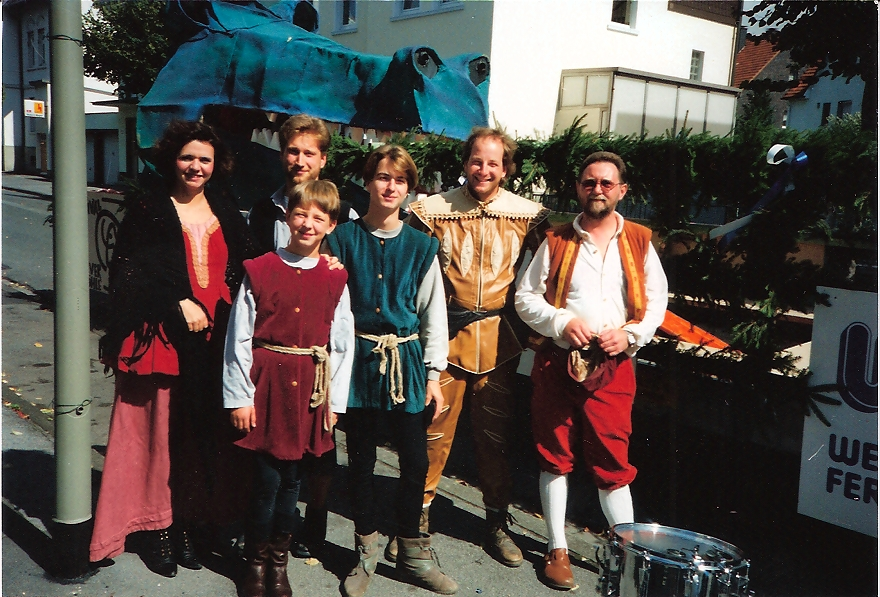
Teile des Ensembles (1994)

Die laufende Periode der Festspiele begann im Jahr 2000 mit dem Ende des Kuratoriums und der damit verbundenen Neufassung der Vereinssatzung. Immer höher steigende Betriebskosten und Auflagen seitens der Behörden, zusätzliche Steuerbelastungen durch beispielsweise die Ausländersteuer erschwerten das Engagement.
2002 räumte die Stadt dem Verein ein unbefristetes Nutzungsrecht für die Höhle ein, welches zuvor jährlich verlängert worden war.
Die Neufassung der Satzung erfolgte im Januar 2015. Um mehr Publikum zu erreichen, begannen die Festspiele Balver Höhle 2014 das Programm umzustrukturieren. Drei Musicals unter Regie von Anke Lux und der musikalischen Leitung von Michael Wiehagen wurden für 2015 geplant und inszeniert.
Im August 2014 gründeten die Festspiele einen eigenen Chor. Der Festspielchor veranstaltet eigene Konzerte und wirkt in den Eigenproduktionen mit.
Als Vorsitzende fungierte seit Dezember 2017 die ehemalige Garbecker Hauptschullehrerin Ulrike Mertens, die ihr Amt bereits am 6. Juli 2018 niederlegte.
Seit Anfang 2019 wird der Verein vom Balver Lukas Koch als Vorsitzendem geleitet. Seit 2023 ist der Arnsberger Regierungspräsident  Heinrich Böckelühr nach Angaben des Vereins der Schirmherr der Festspiele.

## Künstlerische Leiter
Zweite Periode
- Hermann Wedekind
- Hans Herwig (Musikdirektor)

Dritte Periode
- Hermann Wedekind
- Alfred Gärtner
- Jochen Zoerner-Erb
- Werner Traud (bis 11. Dezember 2007)

## Künstler
Im Rahmen der Festspiele Balver Höhle wurden nationale und internationale Künstler für die Balver Höhle verpflichtet. Hierzu gehörten unter anderem Heiner Goebbels (1987), Alfred Harth (1987), Markus Stockhausen (1995), Justus Frantz (zuletzt 2007), Christian Bollmann (zuletzt 1999), Pee Wee Bluesgang (zuletzt 2002), Scala & Kolacny Brothers (2005) und die Höhner (2007).

## Tonträger
- Ensemble der Festspiele Balver Höhle, Robin Hood – Ein Abenteuer mit Musik, Lieder aus den Theateraufführungen aus dem Jahr 1995
- Joachim Ernst-Behrendt's Klangräume, aufgenommen live in der Balver Höhle durch den WDR, Vertrieb durch Zweitausendundeins Versand, Bestell-Nr. 72.081
- Ensemble der Festspiele Balver Höhle, Peter Pan, Lieder aus den Theateraufführungen aus dem Jahr 1997, BMB Enterprises, Katalog-Nr. 58089012
- Theodor Pröpper, Tu es Petrus, Mitschnitt der Welturaufführung aus dem Jahr 1997 in der Balver Höhle,
- Ensemble der Festspiele Balver Höhle, Phantastische Reise zu Kapitän Nemo, Lieder aus den Theateraufführungen aus dem Jahr 1999, mpc records, Katalog-Nr. 58802003
- Ensemble der Festspiele Balver Höhle, Pippi in Taka-Tuka-Land, Lieder aus den Theateraufführungen aus dem Jahr 2001, Musico Records
- Ensemble der Festspiele Balver Höhle, Die Schöne und das Biest, Lieder aus den Theateraufführungen aus dem Jahr 2002, 25cent records
- Ensemble der Festspiele Balver Höhle, Pinocchio, Lieder aus den Theateraufführungen aus dem Jahr 2003, Musik: Julius Czwakiel, Liedtexte: Liana Rückstuhl
- 5. Irish-Folk and Celtic Music, Live-DVD, Mitschnitt aus dem Jahr 2006